# James Charles McGuigan
James Charles McGuigan (Hunter River, 26 de novembro de 1894 – Toronto, 8 de abril de 1974) foi Arcebispo de Toronto.

## Biografia
James Charles McGuigan estudou em Charlottetown, Quebec e Washington, formou-se em 1918 com um doutorado em teologia e recebeu no mesmo ano o sacramento da Ordem. Ele então serviu como secretário do Bispo de Charlottetown e professor da Universidade de Saint Dunstan. De 1920 a 1922 foi secretário do Arcebispo de Edmonton, de 1923 a 1930, Vigário Geral da Arquidiocese de Edmonton. Em 1927 ele recebeu a nomeação do Protonotar Apostólico. A partir de 1927 foi reitor do Seminário de São José. Além disso, ele trabalhou como pastor em várias paróquias da diocese.
Em 30 de janeiro de 1930, o Papa Pio XI nomeou-o ao arcebispo de Regina. A ordenação episcopal doou-lhe o Arcebispo de Edmonton, Henry Joseph O'Leary, em 15 de maio daquele ano, coconsecrators estavam o arcebispo de Saint-Boniface, Arthur Béliveau, e o Bispo de Calgary, John Thomas Kidd. A inauguração na Arquidiocese de Regina ocorreu seis dias depois.
Em 22 de dezembro de 1934 foi nomeado arcebispo de Toronto. Papa Pio XII. James Charles McGuigan foi admitido no Colégio dos Cardeais no Consistório em 18 de fevereiro de 1946, como cardeal padre na igreja titular de Santa Maria del Popolo. Ele foi o primeiro cardeal de língua inglesa do Canadá.
McGuigan participou nos conclaves de 1958 e 1963, em parte. Como pai do Conselho, participou das três primeiras sessões do Concílio Vaticano II.
Papa Paulo VI aceitou sua renúncia em 30 de março de 1971 por razões de idade. James Charles McGuigan morreu em 6 de abril de 1974 em Toronto e foi enterrado na cripta do seminário de Santo Agostinho.